# ولاية أوندو
ولاية أوندو (بالإنجليزية: Ondo State)‏ هي ولاية في نيجيريا، بلغ عدد سكانها 3,460,877  نسمة وذلك حسب إحصائيات سنة 2006، عاصمتها اكوري، تبلغ مساحتها 15,500 كيلومتر مربع، رمزها البريدي هو 340001.

## الموقع
تشترك في الحدود مع:
- ولاية أوغون
  - ولاية كوجي
  - ولاية إدو
  - ولاية إكيتي
  - ولاية أوشون
  - ولاية دلتا.